# Barkas

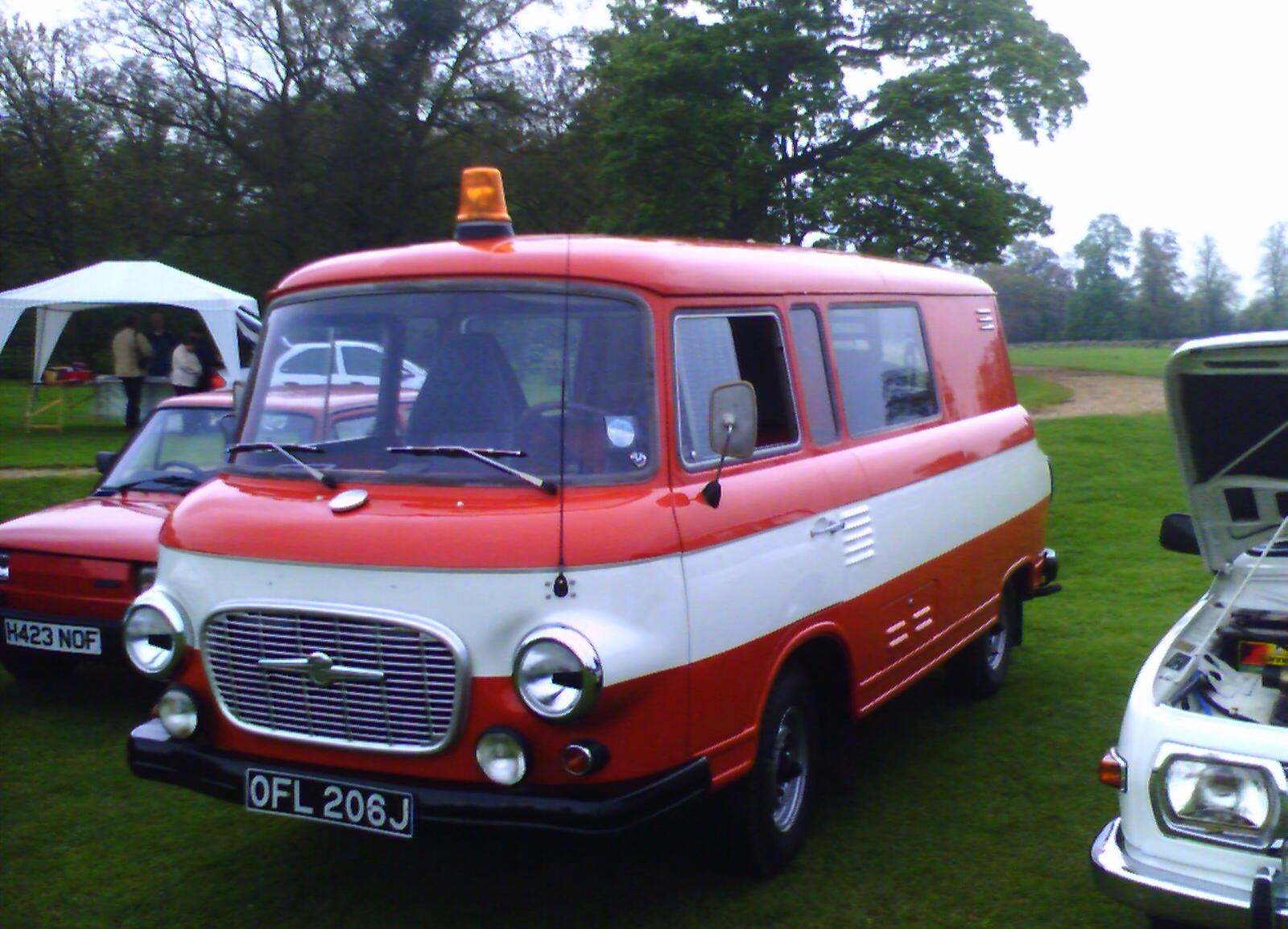
Egy Barkas az IFA 2006-on (Eastern European Classic Car Show), Stanford Hallban (Anglia)

A Barkas keletnémet kisbusz-, illetve kisebb szállítójármű-gyártó vállalat volt a mai Chemnitzben (akkor Karl-Marx-Stadt). A vállalat az 1958-ban államosított Framo teherautógyár utódaként alakult Hainichenben (VEB Barkas-Werke), majd szinte azonnal átköltözött Karl-Marx-Stadtba. A gyártás 1961-től 1991-ig tartott, a rendszerváltás után, számos kelet-európai autógyárhoz hasonlóan, nem tudta felvenni a versenyt a nyugati cégekkel, és felvásárló híján csődbe ment.

## Története
A Barkas legismertebb típusa, a B1000-es 1962-ben, a lipcsei vásáron mutatkozott be először. A gépekbe egészen 1989-ig kétütemű Wartburg motor került, majd 1989-től 1991-ig, a cég megszűnéséig, 1.3-as VW motorral szerelték fel a járműveket. (Utóbbiak a B1000/1 jelzést kapták). Összesen 175 740 B1000-es és 1 961 B1000/1-es készült a gyár 30 éves működése alatt. Még Egyiptomba is eljutottak a mikrobuszként, zárt áruszállítóként és kétüléses kisteherautó változatban gyártott járművek. Magyarországon több nagy vállalat mint például a Magyar Posta is használt nagyon sok Barkast, egészen az 1990-es évek elejéig a legelterjedtebb postai szállítóautó volt. Magyarországon kívül sokfelé hódított ez a típus, például Hollandiában lelkes vállalkozók egy Rádió Barkast építettek, mely sokszor feltűnt a Sziget fesztiválon is.
1989 őszétől kezdték el gyártani az újabb típust az B1000/1-t. Ebből számos prototípus épült, de tömeges gyártására nem került sor, 1991. április 10-ig összesen 1900 darabot készítettek belőle.

## Típusváltozatok
- KA – zárt
- KM – vegyesh.
- KB – kisbusz
- HP – platós
- LK – kockadobozos
- IK – hűtőkocsi-dobozos
- KK – betegszállító

## Galéria

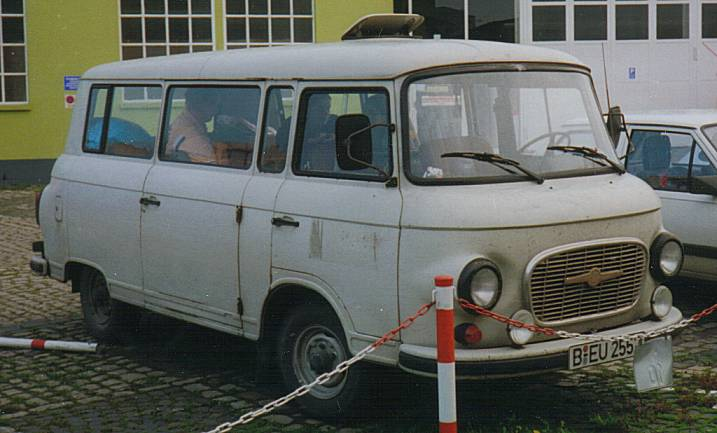
A Barkas B1000 a legismertebb típus
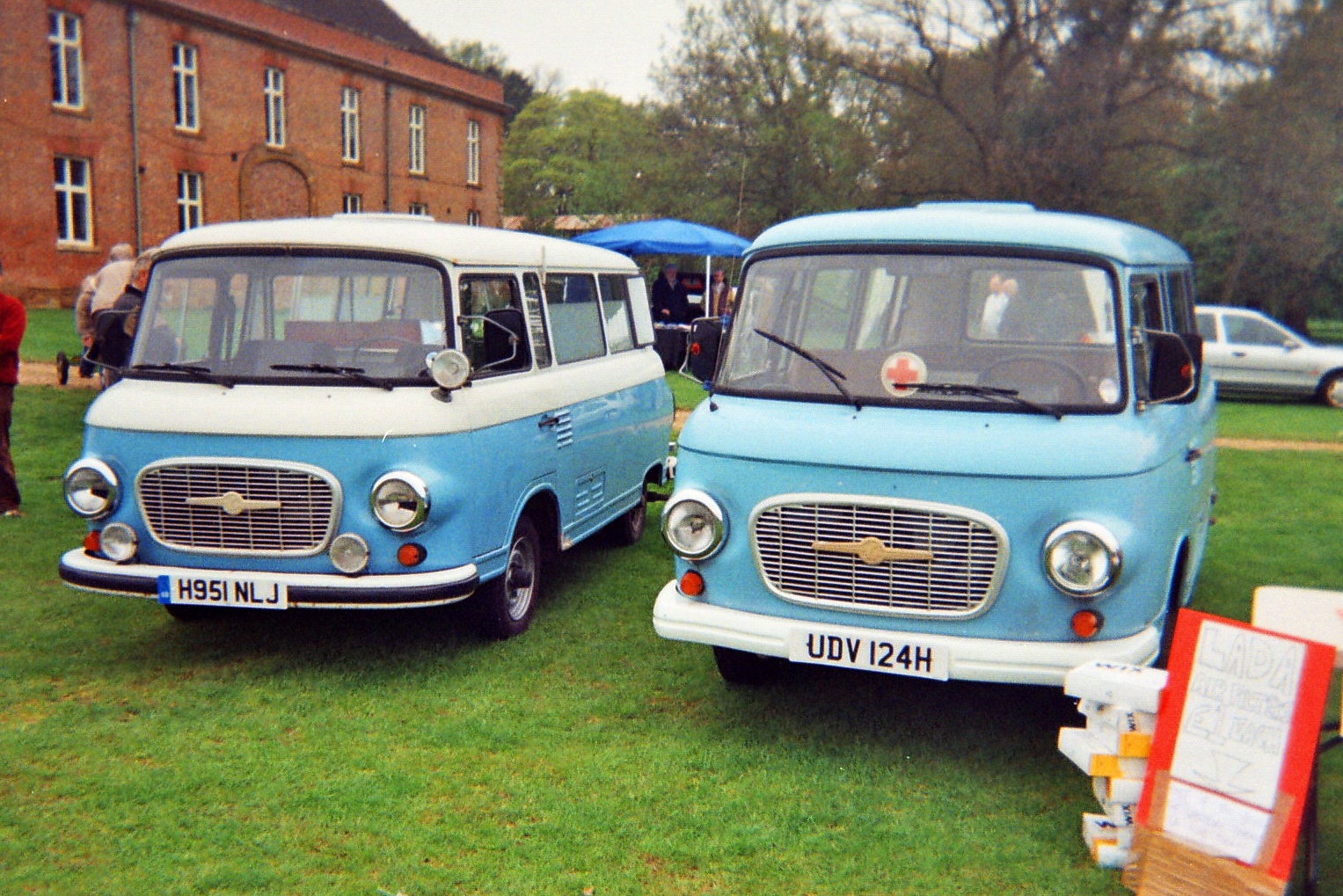
Két másik Barkas, némileg különböző festéssel
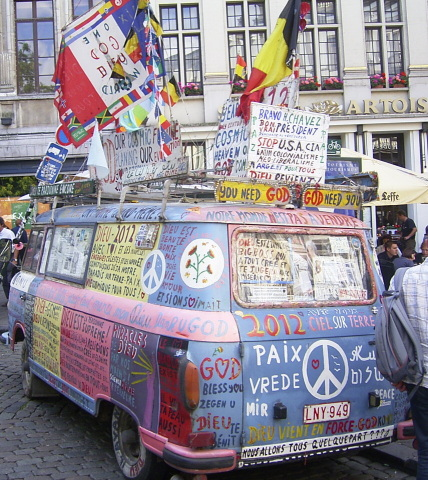
Hippi Barkas
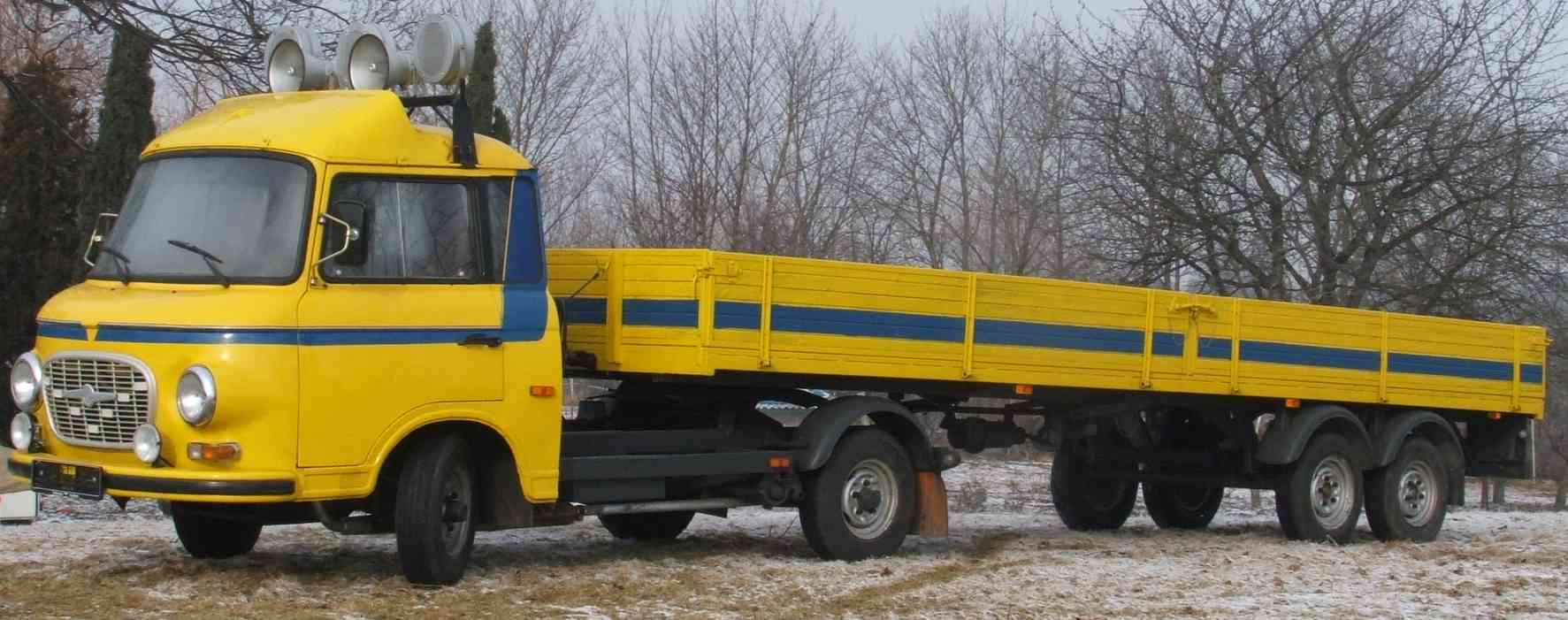
Barkas nyergesvontató
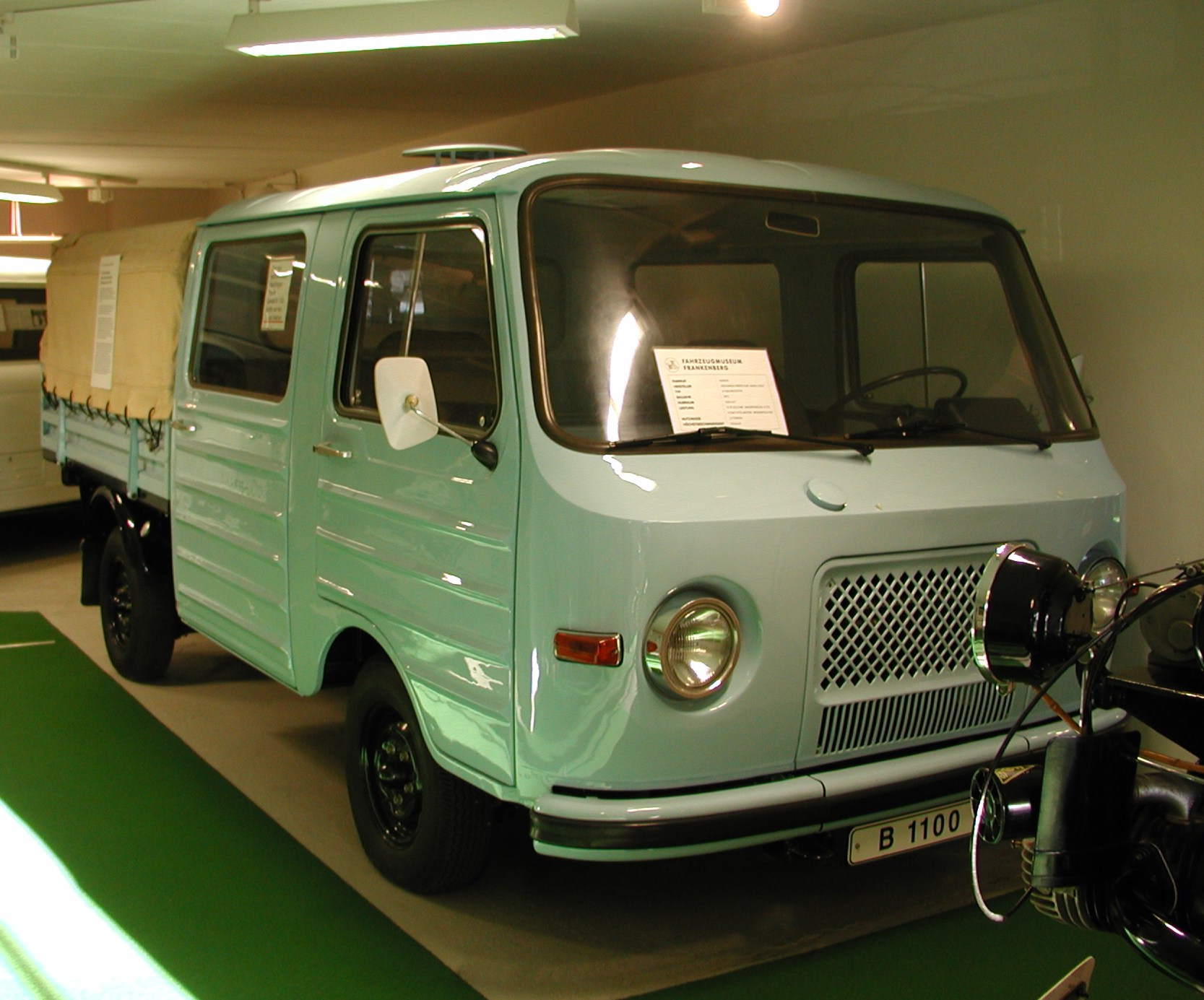
Barkas 1100